# Хавкин, Оскар Адольфович
Оска́р Адо́льфович Ха́вкин (15 июня 1912, Стокгольм, Швеция — 2 апреля 1993, Москва, Россия) — русский писатель, поэт. Лауреат конкурса на лучшую детскую книгу (1950) за повесть «Всегда вместе» (1949). Член Союза писателей СССР (1949).

## Биография
Оскар Адольфович Хавкин родился в Стокгольме 15 июня 1912 года в семье большевиков-политэмигрантов. Отец —  Хавкин Адольф (Абель) Иосифович (1880—1943), уроженец Харькова, из бедной еврейской семьи, шорник по профессии, сын отставного солдата-кантониста, вероятно, родом из Витебска. Член РСДРП с 1903 года. Служа в царской армии (рядовым 1-го Финляндского стрелкового полка), принял участие в Свеаборгском восстании (упоминается в книге А.К. Вронского «За живой и мёртвой водой»). После подавления восстания в 1906 году смог сбежать в Швецию. Мать —  Хавкина (урожденная Порес или Порез) Сарра Львовна (1890—1963), уроженка Видз, из бедной многодетной еврейской семьи, постоянно проживавшей в Дусятах. В 11 лет устроилась на работу на спичечную фабрику Закса в Двинске, затем работала там же швеей-модисткой. Активно участвовала в стачечном движении в Двинске в 1905—1906 годах. За участие в одной из массовок была арестована. Как несовершеннолетняя выпущена под надзор полиции, нелегально перебралась в Швецию в 1906 году. Член РСДРП с 1914 года. Адольф Хавкин и Сарра Порес поженились во Франции. Там же родился их старший сын Иосиф (1910—1941). Вскоре семья вновь переехала в Швецию, где оба родителя активно участвовали в деятельности стокгольмской секции партии большевиков. Со временем Адольф Хавкин открыл небольшой сапожный магазин. По партийному поручению обеспечивал шведскую часть транзита В. И. Ленина и других социал-демократов в Россию в апреле 1917 года после объявлением Временным правительством Мартовской амнистии для политэмигрантов (так называемый «пломбированный вагон»). Вскоре вслед за В.И. Лениным в апреле 1917 года в Россию вернулись и Хавкины. По возвращении в страну Хавкины приняли деятельное участие в событиях Октябрьской революции и Гражданской войны на Украине.
В 1920 году Адольф Иосифович Хавкин был отправлен с партийным поручением за границу, а Сарра Хавкина с двумя сыновьями переехала из Одессы в Москву, где Оскар с братом целый год провели в детском доме. С сентября 1922 года по апрель 1923 года Сарра Львовна с детьми проживала в Осло, где работала в советском полпредстве в Норвегии. После возвращения в страну Адольф Иосифович был командирован ЦК ВКП(б) на хозяйственно-административную работу. В 1922—1932 годах он сначала занимал должность директора кожевенных трестов в Костроме, Сарапуле, Крыму и Казани, а позже стал заместителем председателя Кожевенного Управления при Всекопромсоюзе в Москве. В начале 1930-х годов Адольф и Сарра Хавкины развелись. Вскоре Адольф Иосифович Хавкин женился на Марии Кузминичне Павловой и усыновил ее сына Константина (1917—1943). В 1933—1936 года он работал в США управляющим делами в Амторге, который в те годы фактически выполнял функции посольства и торгового представительства СССР в США. Вернувшись в СССР, перебрался в Ростов-на-Дону, где некоторое время проработал Уполномоченным Наркомвнешторга СССР по Азово-Черноморскому краю, но быстро вышел на пенсию. Во время Великой Отечественной войны находился в эвакуации, жил впроголодь и тяжело болел. Умер в 1943 году, точное место смерти неизвестно.  Сарра Львовна Хавкина до войны работала архивистом в различных учреждениях: Архиве Октябрьской Революции в Москве,  Библиотеке им. В.И. Ленина, музее Архитектурной академии в Москве. Во время войны трудоустроилась в архив Читинского обкома партии, поближе к сыну, Оскару Хавкину, ранее перебравшемуся в Забайкалье. Вышла на пенсию в 1944 году, скончалась в Москве в 1966 году. Иосиф и Константин Хавкины погибли на фронтах Великой Отечественной войны.
В Москве Оскар Хавкин учился сначала в Первой школе ВЦИК, в Московской опытно-показательной школе-коммуне им. Лепешинского (вместе с будущим писателем Анатолием Наумовичем Рыбаковым), в 7-й опытной школе, затем в 1932—1934 годах на редакторском факультете Всесоюзного коммунистического университета им. Я. М. Свердлова (1934). В 1934—1936 годах обучался на географическом факультете Московского педагогического института им. А. С. Бубнова, по окончании которого получил диплом учителя средней школы. После окончания пединститута Хавкин два года преподавал географию в Московском военном училище имени ВЦИК.
В Оскаре Хавкине рано проснулся интерес к литературе. По воспоминаниям писателя, большое влияние на него оказала поэзия А. Блока, Н. Гумилева, О. Мандельштама. Пробой пера стали стихи о приключениях, пиратах, мушкетерах. Первое стихотворение «Красный обоз» он напечатал в 1929 г. в московском журнале «За грамоту», редактором которого была давнишний друг семьи Хавкиных Людмила Николаевна Сталь. Потом его очерки стали регулярно появляться в журналах «Вожак», «Пионер», «Прожектор». Многолетняя журналистская практика началась с работы в редакции газеты «Пионерская правда», которую он совмещал с работой слесаря на заводе «Серп и молот» в Москве и учебой в Московском педагогическом институте.
В 1930 году он женился на Деборе Александровне Карпачевской. У них родился сын Лев, но вскоре пара развелась. В 1938 году, из-за опасения политических репрессий Оскар Хавкин со второй женой Розеей Зиатдиновной Хайсаровой и сыном Эриком переехал в Забайкалье, в посёлок Могоча, где четыре года работал преподавателем географии и истории в средней школе и редактором районной газеты. По воспоминаниям старшего сына писателя  Льва Оскаровича Карпачевского: «Он одно время преподавал кремлёвским курсантам. Но раз в 1937 году, когда он вернулся из командировки, его вечером вызвал начальник училища и сказал: срочно уезжайте из Москвы. При этом он протянул ему трудовую книжку». Официальную версию отъезда писатель обычно озвучивал несколько иначе, отмечая в связи с этим роль Александра Фадеева, которого он знал еще со время работы на заводе «Серп и молот»: «Шёл сентябрь тридцать восьмого, Фадеев был в летнем костюме, в косоворотке, такой же подтянутый, с военной осанкой и так же прост и дружелюбен. Он перебил самого себя: «Ладно, об этом скоро книжечка выйдет. А чем вы занимаетесь?» Я ответил. И тут же другой вопрос: «А бываете ли на заводе?». Я несколько рассеянно сказал, что не очень часто, да и вот, собираюсь из Москвы учительствовать, только не знаю — куда. Предлагают Миасс, Ишимбаево и Забайкалье. Он пристально взглянул на меня светлыми проницательными глазами: «вот, что — сказал Фадеев, — послушайте меня: езжайте на Дальний Восток, не ошибётесь!». Я последовал совету А.А., и никогда не сожалел об этом». Со временем Оскар Адольфович перебрался из Могочи в Читу, где работал сначала заведующим отделом областной газеты, затем инструктором обкома партии, главным редактором Читинского книжного издательства, редактором альманаха «Забайкалье».
Первые публикации, написанные в 1947 году, носят очерковый характер: «Как изменился культурный облик Забайкалья» (в соавторстве с В. С. Серовым), «Путь артиста», «Дочь народа» и др. Годы учительской и журналистской работы в Могоче дали толчок к большой прозе. Первая повесть «Всегда вместе» о школьниках могочинской школы вышла в 1949 году и стала лауреатом конкурса на лучшую детскую книгу в 1950 году. Повесть неоднократно переиздавалась, переведена на несколько языков. В 1952 году Розея Зиатдиновна умерла от туберкулеза. В 1953 году Оскар Хавкин женился третий раз на Анне Алексеевне Валиковой.
В феврале 1953 года писатель с семьей вернулся в Москву, где полностью отдался творческой работе. Вторая повесть Хавкина «Моя чалдонка» вышла в 1955 году. Многие его повести основаны на забайкальском и сибирском материале: «Всегда вместе», «Моя Чалдонка» (1956), «Время скажет» (1963), «Нилка» (1965). Повесть «Всегда вместе» и роман «У каменного моста» во многом автобиографичны, в них под фамилией Хромовы выведены сами Хавкины, использованы реальные эпизоды из жизни семьи. Повесть «Пятая маска» (1951) описывает жизнь норвежской глубинки во время Второй мировой войны, а рассказ «Тайна старого фрегата» (1951) — послевоенный Лиссабон времен правления Салазара. В последнем своем романе «Дело Бутиных» (1991, опубликован уже после смерти автора) автор на основе первоисточников воссоздал атмосферу Забайкалья и описал жизнь сибирского купечества второй половины XIX—начала XX веков. Рассказы Оскара Хавкина печатались в газете «Забайкальский рабочий», в сборниках «Пограничники Забайкалья» (1951), «Дети нашей родины» (1953). Он также продолжал работать в очерковом жанре: «Утро большого БАМа» (1975), «Последнее звено. Азбука БАМа» (1986). Стихи Оскар Хавкин писал с юности, они публиковались в журналах «Сибирские огни», «Сибирь», «Ангара» и др. Но первый сборник стихов «Взгляни на мир...» был издан только в 1987 году. Еще два сборника стихов вышли уже после смерти автора: «Возвращение» (1997) и «Стихи» (2007).
Дружеские отношения связывали Оскара Адольфовича и семью Чуковских. Лидия Корнеевна Чуковская была редактором нескольких книг Оскара Адольфовича, а его дочь  Жозефина Оскаровна Хавкина (1942—2013) много лет проработала у Лидии Корнеевны в качестве секретаря. Редактированию книги О. Хавкина посвящена часть книги Л. К. Чуковской «В лаборатории редактора».
Скончался Оскар Адольфович Хавкин 2 апреля 1993 года в Москве. Похоронен на Новодевичьем кладбище в Москве рядом с матерью.

## Личная жизнь
- Первым браком был женат на Карпачевской Деборе Александровне (1914—1965). Они поженились в 1930 году в Москве, но достаточно быстро развелись.
  - Сын — Карпачевский Лев Оскарович (1931—2012), почвовед, доктор биологических наук, профессор кафедры физики и мелиорации почв Факультета почвоведения МГУ. Москва, Россия.
- Вторым браком был женат на Хайсаровой Розее Зиатдиновне (Розе Семеновне) (?—1952). Они поженились во второй половине 1930-х годов, умерла от туберкулеза.
  - Сын — Хавкин Эрнст Оскарович (1936—2008), журналист, писатель и поэт, Работник культуры Российской Федерации (1996), Чита, Россия
  - Дочь — Хавкина Жозефина Оскаровна (1942—2013), многолетняя помощница и секретарь Л. К. Чуковской. Москва, Россия.
- Третьим браком был женат на Валиковой Анне Алексеевне (1914—2010). Они поженились в 1953 году, развелись в начале 1990-х годов.
  - Приемный сын (сын Анны Алексеевны)  — Хавкин Герман Оскарович (1946—2002), Москва, Россия
- Другие дети:
  - Сын — Медведев Юзеф Оскарович (1942). Рыбинск, Россия.
  - Дочь —  Нерода Вера Владимировна (1953), археолог. Черкассы, Украина.
  - Дочь —  Уринова Марина Григорьевна (1954), преподаватель французского языка. Москва, Россия.